# 單播
單播（原文：unicast）是指封包在計算機網絡的傳輸中，目的地址為單一目標的一種傳輸方式。通常所使用的網絡協議大多采用單播傳輸，例如TCP和UDP。
除單播傳輸方式外，還有广播（broadcast）和多播（multicast）。它們與單播的區別是，廣播的目的地址為網絡中的全體目標，而多播的目的地址是一組目標，加入該組的成員均是封包的目的地。

## 特點
每次只有兩個實體相互通信，發送端和接收端都是唯一確定的。

## 單播地址
在IPv4網絡中，0.0.0.0到223.255.255.255屬于單播地址。

## 外部連結
- . Microsoft.   [2008-09-09]. （原始内容存档于2008-02-03）.